# موفق (اسم)
موفق هو اسم علم مذكر من أصل عربي، ومعناه هو من الفعل وفق، الذي هداه الله إلى الخير، السعيد الحظ دائمًا الملهم إلى الصواب.

## شخصيات تحمل الاسم:
- موفق الأحمد (ممثل سوري)
- موفق الدين العيلاني
- موفق الربيعي (سياسي عراقي، 1947 – )
- موفق الطائي
- موفق بدر السلطي ( – 14 نوفمبر 1966)
- موفق بهجت (17 مارس 1938 – )
- موفق رشيد (نحات جزائري، 29 يناير 1955 – )
- موفق طريف (قاضي إسرائيلي، 1963 – )
- موفق قات

## وصلات خارجية
- موسوعة السلطان قابوس لأسماء العرب